# 음양사 (영화)
음양사(陰陽師, 온묘지, The Yin-Yang Master)는 일본에서 제작된 타키타 요지로 감독의 2001년 판타지, 드라마 영화이다. 노무라 만사이 등이 주연으로 출연하였고 하마나 카즈야 등이 제작에 참여하였다.

## 출연

### 주연
- 노무라 만사이
- 이토 히데아키

### 조연
- 이마이 에리코
- 나츠카와 유이
- 호쇼 마이
- 야지마 켄이치
- 이시마루 켄지로
- 이시이 켄이치
- 키노시타 호우카
- 고쿠부 사치코
- 야마키 켄지